# Palmácia Esporte Clube
O Palmácia Esporte Clube é um time da cidade de Palmácia no Ceará, fundado em 5 de maio de 2005 pelo advogado Marcelo Desidério. Seus maiores feitos foi ficar em 3⁰ lugar em duas edições do Campeonato Cearense Série C: em 2005, quando ficou atrás do vice-campeão Horizonte, e do campeão São Benedito, e em 2016, ficando atrás do vice-campeão Esporte Limoeiro, e o campeão Tianguá.

## Símbolos

### Uniformes
As cores do uniforme do Palmácia Esporte Clube, o vermelho, azul e o branco inspirados nas cores do Fortaleza Esporte Clube , sendo o 1º uniforme, é a camisa listrada horizontalmente em vermelho, azul e branco, com short azul e meiões brancos.
O 2º uniforme, é composto por uma camisa branca com detalhes em azuis e vermelhos, short branco e meiões azuis.

### Mascote

Raposa da Serra - Mascote do Palmácia Esporte Clube

A Raposa é o mascote do Palmácia Esporte Clube, carinhosamente chamado pela impresa do macico do Baturité e cearense de a Raposa da Serra.

## Estádio
O Palmácia Esporte Clube realiza suas partidas no Estádio José Moraes Moreira.

## Campeonato Cearense
Disputou o Campeonato Cearense de 2005 e de 2006 e disputará o Campeonato Cearense de 2016.

## Desempenho em Competições

### Campeonato Cearense - 3ª divisão
| Ano  | Posição     |
| 2005 | 3º          |
| 2006 | 7º          |
| 2016 | 3º (último) |

## Campanhas de destaque
| DESTAQUES | DESTAQUES                                      | DESTAQUES | DESTAQUES                     |
|           | Competição                                     | Vezes     | Temporadas                    |
| --------- | ---------------------------------------------- | --------- | ----------------------------- |
|           | Terceiro Lugar - Campeonato Cearense - Série C | 2         | 2005, 2016[carece de fontes?] |